# Sports Réunis Saint-Dié Kellermann
Maillots
Les Sports Réunis Saint-Dié Kellermann abrégé en SR Saint-Dié Kellermann est un club de football français fondé en 1946 et situé à Saint-Dié-des-Vosges dans les Vosges.
En matière de palmarès, il est le deuxième plus grand club de la région des Vosges en Lorraine, derrière le SAS Épinal. Il est le seul club à avoir eu le statut professionnel dans l'histoire des Vosges entre 1975 et 1982, avec, une nouvelle fois, le SAS Épinal.
Le 17 mai 2019, au cours d'une assemblée générale extraordinaire, le club fusionne avec l'ASC Kellermann pour donner naissance aux SR Saint-Dié-Kellermann. Le club garde le même numéro d'affiliation au sein de la FFF et garde donc, par la même occasion, son histoire et son palmarès.

## Historique

### Fondation et accession en Division 3 (1946-1970)
Les Stades Réunis Déodatiens Saint-Dié sont fondés en 1946 de la fusion du Stade déodatien et de l'US Saint-Dié. Ils intègrent ensuite un grand club omnisports sous le nom de Sports réunis déodatiens.
Durant les premières années, le SRD Saint-Dié est un club modeste de Lorraine dans les divisions amateurs, remportant même son premier trophée en 1966, la Division d'Honneur Régionale, qui l'envoie directement en Division d'Honneur pour la première fois de son histoire.

### Le professionnalisme (1970-1982)
Le SRD Saint-Dié profite de la création de la Division 3 lors de la saison 1970-1971 pour y accéder après avoir obtenu le titre de champion de Division d'Honneur en 1969. Il s’y installe ensuite durablement jusqu'à la saison 1974-1975 où le club obtient sa montée en Division 2 pour la première fois de son histoire après avoir obtenu le titre de champion de Division 3 du groupe Est. Lors de cette même saison, mais cette fois-ci en Coupe de France, Saint-Dié atteint les 1/32èmes de finales de la compétition face au Paris Saint-Germain FC mais s'incline face aux Parisiens lors du match retour au Stade Marcel-Picot de Nancy sur le score de quatre buts à zéro après un match aller sur le score de deux partout à l'issue des prolongations ; c'est le premier événement marquant du club en Coupe de France.
Durant sept saisons en Division 2, le SR Saint-Dié joue régulièrement le maintien, ne terminant au maximum que onzième du championnat à deux reprises lors des saisons 1977-1978 et 1980-1981. En Coupe de France, Saint-Dié atteint trois fois les 1/16èmes de finale de la compétition ; en 1976 face au Stade de Reims, s'inclinant sept buts à deux sur les deux rencontres, en 1978 face au LOSC Lille, s'inclinant deux buts à zéro score cumulé et en 1979 face à l'Olympique de Marseille sur un score de six buts à deux score cumulé.
Lors de la saison 1981-1982, le SR Saint-Dié réalise une saison plus que moyenne terminant seizième du groupe A de Division 2 synonyme de relégation en Division 3. C'est aujourd'hui la dernière saison en date du club vosgien dans un championnat de football professionnel français.

### Stabilisation entre la troisième et quatrième division (1982-1993)
Aprè seulement deux saisons en Division 3, Saint-Dié termine quinzième du groupe Est et se voit relégué en Division 4.
Durant deux saisons jouant la montée sans succès, c'est finalement lors de la saison 1986-1987 que le club termine champion de son groupe, ce qui envoie le club en Division 3. Lors de la saison 1987-1988, Saint-Dié termine dernier du groupe Est de Division 3 derrière l'AS Creil et retourne une nouvelle fois en Division 4. Après avoir fait le "yoyo" durant quelques saisons, le club quitte définitivement la Division 4 à l'issue de la saison 1992-1993, date où le club est relégué en Division d'Honneur pour la première fois depuis vingt-quatre ans.

### Descente en enfer (1993-2005)
En 1993, le club termine dixième de Division d'Honneur et se voit donc, une nouvelle relégué où il y restera durant huit saisons. Lors de la saison 2001-2002, le SRD remporte sa première Coupe des Vosges. En 2004, le club remporte pour la première fois de son histoire la Coupe de Lorraine sur le score de trois buts à deux dans un derby vosgien face à l'US Raon.

### Renaissance en CFA 2 (2006-2012)
C'est en 2006 que Saint-Dié obtient le titre de champion de Division d'Honneur et accède ainsi au CFA 2. Durant ces années en CFA 2, le club vosgien joue régulièrement le maintien excepté lors de la saison 2007-2008 où le SRD termine quatrième de son groupe, à seulement neuf points du leader. Lors de la saison 2011-2012, le club sombre dans son groupe et termine treizième, bien loin derrière son voisin l'ES Thaon et se voit donc relégué en Division d'Honneur.

### La fin du SR Saint-Dié (2012-2019)
Ratant la montée sur les quatre premières saisons de Division d'Honneur, le club de la sous-préfecture va connaitre une saison noire en 2016-2017 et redescendre sportivement en Régional 2. À l'issue de cette saison, le club redescendra d'un étage et évoluera désormais en Régional 3.

### Fusion avec l'ASC Kellermann (depuis 2019)
Le 17 mai 2019, le SR Saint-Dié fusionne officiellement avec l'ASC Kellermann, club d’un quarter de la ville de Saint-Dié-des-Vosges après une tentative ratée de fusion avec l'US Raon. L'objectif est de construire une équipe compétitive pouvant régulièrement viser une montée dans les championnats régionaux.
Lors de la première saison du club en 2019-2020, le club termine champion de son groupe de Régional 3 et accède donc au Régional 2. Depuis, le club lutte pour la montée en Régional 1 terminant systématiquement dans les cinq premiers de son groupe.
À l'issue de la saison 2024-2025, Saint-Dié obtient sa montée en Régional 1 en terminant champion de son groupe devant l'ES Molsheim Ernolsheim,.

## Palmarès
Le tableau suivant récapitule les performances du SR Saint-Dié Kellermann dans les différentes compétitions officielles françaises.
| Compétitions nationales | Compétitions régionales |
| --- | --- |
| - Division 2 - Meilleure performance : 11e en 1978 et 1981. - Division 3 - Vainqueur de groupe : 1975. - Division 4 - Vainqueur de groupe : 1987. - Coupe de France - Meilleure performance : 1/16e de finale en 1976, 1978 et 1979. | - Championnat de Lorraine (2) - Champion : 1969 et 2006. - Coupe de Lorraine - Vainqueur : 2004. - Régional 2 - Champion : 2025. - Régional 3 - Champion : 2020. - DHR/Promotion - Champion : 1966. - Coupe des Vosges - Vainqueur : 2002. |

### Parcours en Coupe Gambardella
- 16e de finale de la coupe Gambardella en 1985
- 16e de finale de la coupe Gambardella en 1995

## Identité du club
Ò

### Couleurs
À la suite de la fusion du club avec l'ASC Kellermann en 2019, les couleurs du club sont changées ; ainsi, le rouge historique du club est définitivement exclu pour faire place à l’orange de l'ASC Kellermann.

### Logos
À la suite de la fusion en 2019, le logo du club change pour inclure le nouveau nom du club, ainsi que la date de la fusion des deux entités. Cependant, le coquelicot historique du SRD Saint-Dié est toujours présent au centre à gauche.

Logo du SRD Saint-Dié jusqu'en 2019.
Logo du club depuis 2019.

## Culture populaire

### Avec le SAS Épinal
La rencontre entre le SAS Épinal et le SR Saint-Dié est le derby le plus important à l'époque dans la région des Vosges dû au prestige des deux clubs vosgiens qui sont les seuls à avoir disputé des saisons en professionnel. Les matchs étaient régulièrement sous haute tension, que ce soit sur le terrain ou dans les tribunes. Le bilan général est en la faveur du SAS Épinal avec onze victoires, cinq matchs nuls pour cinq victoires du SR Saint-Dié.
| Saison    | Championnat     | Rencontre        | Rés. | Date              | Buteur(s) pour Épinal                     | Buteur(s) pour Saint-Dié | Spectateurs |
| --------- | --------------- | ---------------- | ---- | ----------------- | ----------------------------------------- | ------------------------ | ----------- |
| 1971-1972 | Division 3      | Épinal-Saint-Dié | 2-1  | 5 décembre 1971   | ?                                         | ?                        | ?           |
| 1971-1972 | Division 3      | Saint-Dié-Épinal | 3-2  | 23 avril 1972     | ?                                         | ?                        | ?           |
| 1972-1973 | Division 3      | Saint-Dié-Épinal | 2-2  | 8 octobre 1972    | ?                                         | ?                        | ?           |
| 1972-1973 | Division 3      | Épinal-Saint-Dié | 1-0  | 25 février 1973   | ?                                         | -                        | ?           |
| 1973-1974 | Division 3      | Épinal-Saint-Dié | 1-1  | 11 novembre 1973  | ?                                         | ?                        | ?           |
| 1973-1974 | Division 3      | Saint-Dié-Épinal | 1-3  | 21 avril 1974     | ?                                         | ?                        | ?           |
| 1975-1976 | Division 2      | Saint-Dié-Épinal | 0-0  | 7 décembre 1975   | -                                         | -                        | 6 935       |
| 1975-1976 | Division 2      | Épinal-Saint-Dié | 0-1  | 15 mai 1976       | -                                         | Mille (13e)              | 7 485       |
| 1976-1977 | Division 2      | Saint-Dié-Épinal | 1-0  | 9 octobre 1976    | -                                         | Mayet (89e)              | 5 200       |
| 1976-1977 | Division 2      | Épinal-Saint-Dié | 2-0  | 5 mars 1977       | Lombardo (1re), Hlevnjak (44e)            | -                        | 5 654       |
| 1977-1978 | Division 2      | Saint-Dié-Épinal | 0-1  | 1er octobre 1977  | Santos Brown (46e)                        | -                        | 4 400       |
| 1977-1978 | Division 2      | Épinal-Saint-Dié | 3-1  | 4 mars 1978       | Behague (69e), Moity (70e), Serpoix (79e) | Favard (66e)             | 4 924       |
| 1978-1979 | Division 2      | Épinal-Saint-Dié | 1-1  | 30 septembre 1978 | Wassmer (88e)                             | Ibanez (11e)             | 4 500       |
| 1978-1979 | Coupe de France | Saint-Dié-Épinal | 3-0  | 11 février 1979   | -                                         | ?                        | ?           |
| 1978-1979 | Division 2      | Saint-Dié-Épinal | 1-0  | 25 février 1979   | -                                         | Pietrowski (34e)         | 3 457       |
| 1987-1988 | Division 3      | Épinal-Saint-Dié | 1-0  | 29 août 1987      | ?                                         | -                        | ?           |
| 1987-1988 | Division 3      | Saint-Dié-Épinal | 0-0  | 6 février 1988    | -                                         | -                        | ?           |
| 1989-1990 | Division 3      | Saint-Dié-Épinal | 2-3  | 27 août 1989      | ?                                         | ?                        | ?           |
| 1989-1990 | Division 3      | Épinal-Saint-Dié | 3-0  | 20 janvier 1990   | ?                                         | -                        | ?           |
| 2008-2009 | CFA 2           | Saint-Dié-Épinal | 0-2  | 8 novembre 2008   | ?                                         | -                        | ?           |
| 2008-2009 | CFA 2           | Épinal-Saint-Dié | 2-0  | 28 mars 2009      | ?                                         | -                        | ?           |